# Diocesi di Treviri

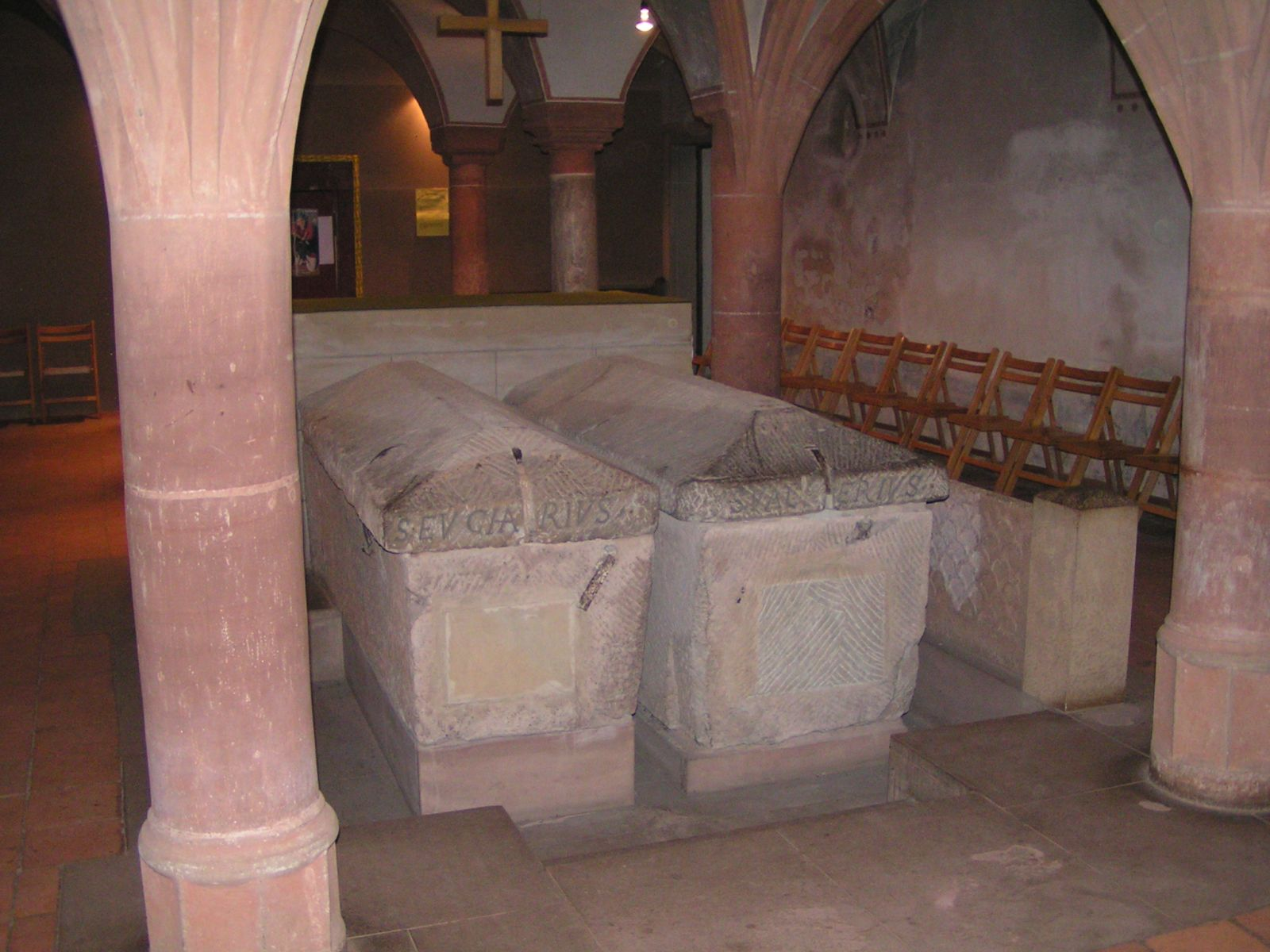
Le arche dei primi due vescovi di Treviri, Eucario e Valerio, nella cripta dell'abbazia benedettina di San Mattia a Treviri.

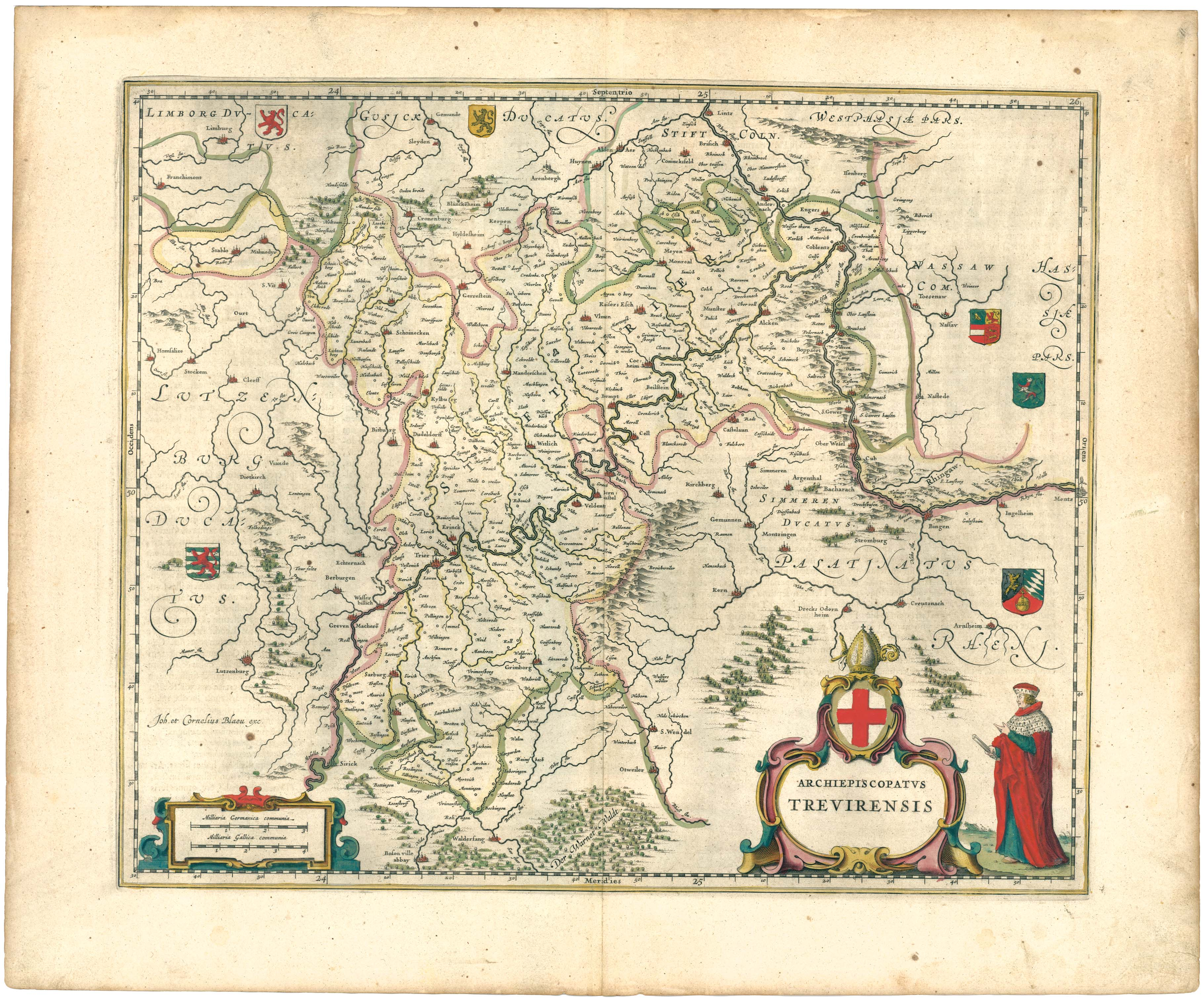
Mappa dell'arcidiocesi di Treviri nel 1645.

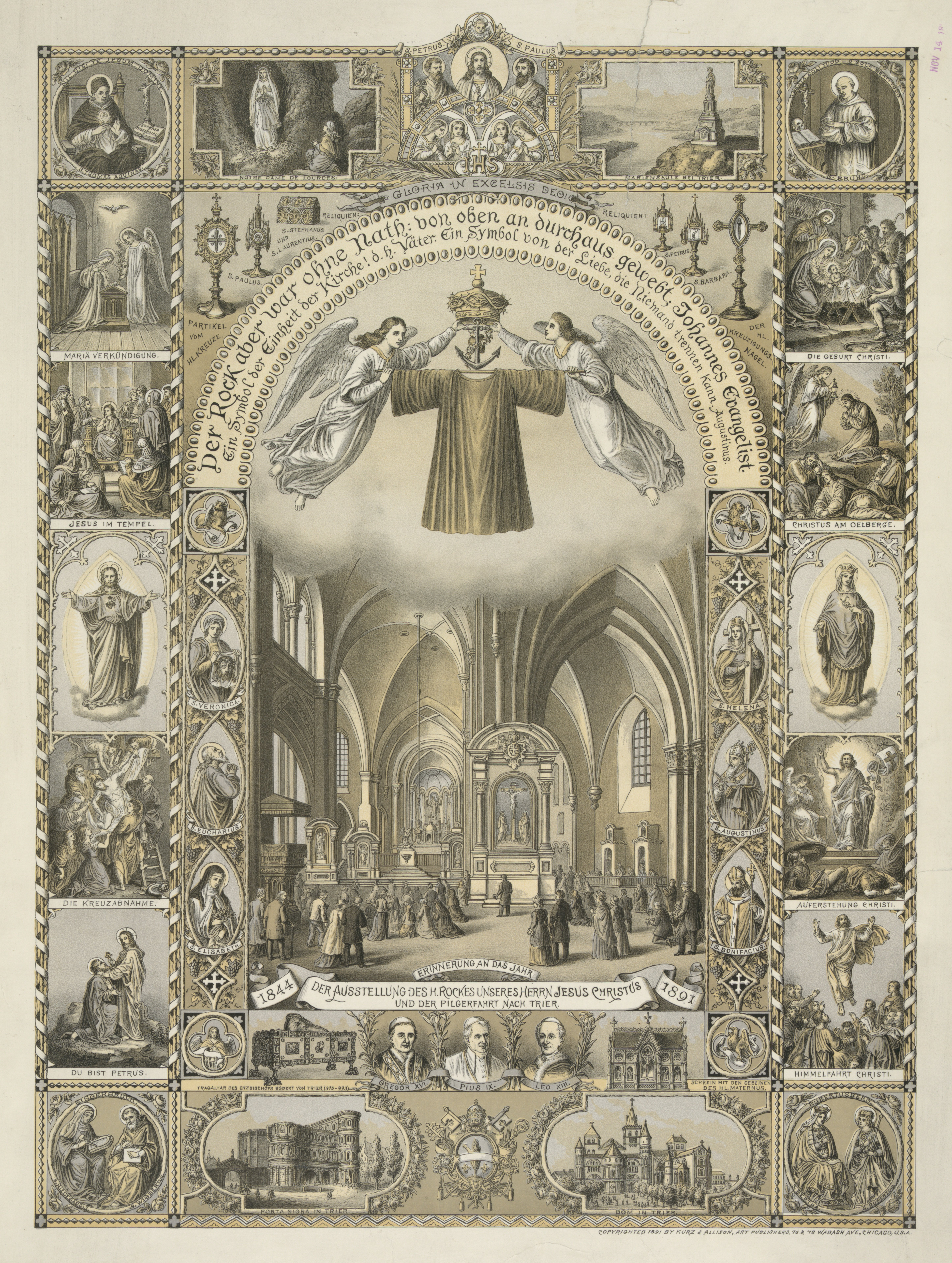
Stampa devozionale con la riproduzione della Tunica inconsutile, reliquia della cattedrale di Treviri, in occasione dell'ostensione del 1891.

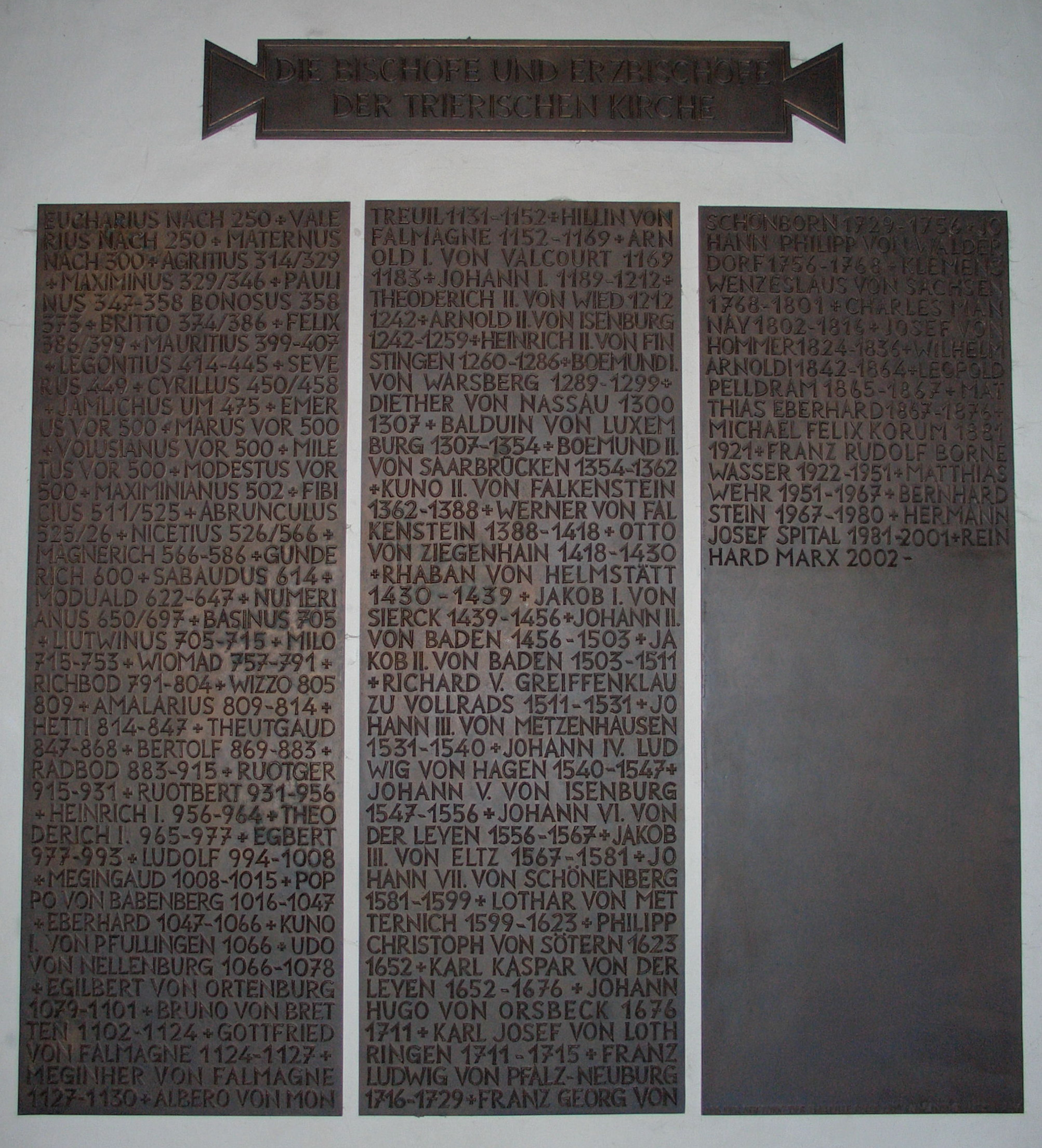
Lapide della cattedrale che ricorda tutti i vescovi di Treviri.

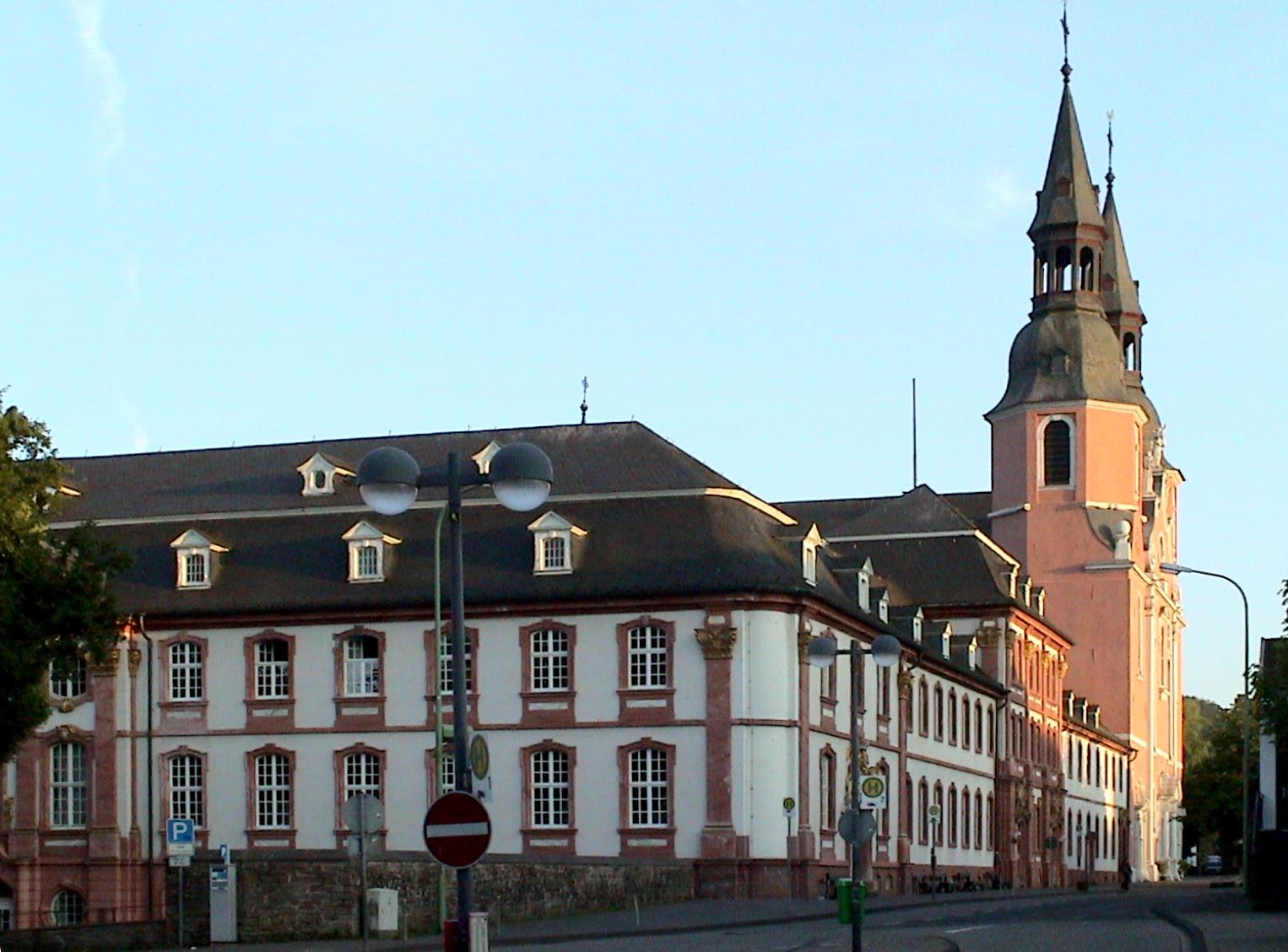
L'abbazia di Prüm, fondata nell'VIII secolo.

La diocesi di Treviri (in latino Dioecesis Trevirensis) è una sede della Chiesa cattolica in Germania suffraganea dell'arcidiocesi di Colonia. Nel 2022 contava 1.283.860 battezzati su 2.455.500 abitanti. È retta dal vescovo Stephan Ackermann.

## Territorio
La diocesi si trova nel sud-ovest della Germania e comprende le precedenti regioni amministrative di Coblenza e Treviri, della Renania-Palatinato, come anche lo stato federato (Bundesland) della Saarland (escluso il distretto di Saarpfalz-Kreis). La diocesi confina con la diocesi di Aquisgrana e l'arcidiocesi di Colonia a nord; l'arcidiocesi di Paderborn a nord-est; le diocesi di Limburg, Magonza e Spira ad est; la diocesi di Metz (Francia) a sud; l'arcidiocesi di Lussemburgo ad ovest, e la diocesi di Liegi (Belgio) a nord-ovest.
Sede vescovile è la città di Treviri, dove si trova la cattedrale di San Pietro.
Il territorio si estende su 12.870 km² ed è suddiviso in 887 parrocchie, raggruppate in 35 decanati.

## Storia
La sede del vescovo di Treviri, in Renania-Palatinato, è la più antica della Germania. I vescovi di Treviri sono documentati a partire dalla metà del III secolo; i primi sono i vescovi Eucherio e Valerio, attestati anche da un'iscrizione della fine del V secolo. I primi vescovi storicamente documentati sono Materno, che fu poi arcivescovo di Colonia; e Agrizio, che prese parte al primo concilio di Arles del 314.
Augusta Treverorum era una civitas e capitale della provincia romana della Gallia Belgica prima, come testimoniato dalla Notitia Galliarum dell'inizio del V secolo. Con l'affermarsi dell'organizzazione ecclesiastica, Augusta Treverorum, oltre che importante centro amministrativo della regione e capitale dell'Impero, divenne sede metropolitana della provincia ecclesiastica, modellata su quella civile, che comprendeva le diocesi di Metz, di Toul e di Verdun.
Verso la fine del VI secolo il cristianesimo poté diffondersi e consolidarsi grazie all'opera dei monaci missionari irlandesi, tra i quali l'abate san Colombano fondatore dell'abbazia di Luxeuil nel 590, una delle più importanti e conosciute del Regno Franco e matrice di centinaia di monasteri in tutto il regno grazie ai suoi tanti monaci, fra cui spicca san Gallo.
Nel X secolo fu ristrutturata ed ampliata la cattedrale dell'arcidiocesi. In questa è conservata la Sacra Tunica, che secondo la tradizione avrebbe indossato Gesù prima della sua crocifissione e che venne scoperta da sant'Elena, madre dell'imperatore Costantino, e consegnata al vescovo Agrizio. La prima menzione della tunica è del 1º maggio 1196 in riferimento alla consacrazione da parte dell'arcivescovo Giovanni dell'altare che conservava la sacra reliquia.
L'arcidiocesi di Treviri è stata un importante principato ecclesiastico del Sacro Romano Impero, con estensione lungo la Mosella fra Treviri e Coblenza. Dal XIII secolo l'arcivescovo ebbe il titolo onorifico di Arcicancelliere della Gallia e del regno di Arles e, a partire dal 1356, divenne il secondo per precedenza dei sette principi elettori. Aveva il privilegio, su invito dell'elettore di Magonza, di esprimere per primo il voto fra tutti i membri della Dieta imperiale (Reichstag) e nelle elezioni dell'imperatore.
Nei secoli il principato elettorale, appartenente al circolo o Provincia dell'Elettorato del Reno, era andato estendendosi, per acquisti e donazioni, su gran parte della valle della Mosella. Il principato ecclesiastico faceva parte dal XVI secolo del circolo imperiale del Reno elettorale ed era costituito da:
- la terra elettorale con i baliaggi di Coblenza (sede principesca dalla fine del XVII secolo), Treviri, Saarburg, Schoineck, Bernkastel, la possente fortezza di Ehrenbreitstein sul Reno, Münstel, Cocheim, Boppard, l'antica città imperiale di Treviri, amministrata da un vicario episcopale;
- il Lahrgau composto da una serie di possessi nella Wetterau: contea di Nieder Limburg, ducato di Schönburg, Eger, Montabaur, Mayen, Daun;
- la contea vescovile di Worms in unione personale con una parte della città di Ladenburg appartenente al capitolo del Duomo di Worms;
- l'abbazia principesca benedettina di Prüm in unione personale dal 1654, con proprio seggio e voto al Reichstag.

Nel 1777 la provincia ecclesiastica di Treviri di ingrandì con le nuove diocesi di Nancy e di Saint-Dié.
Il declino dell'arcidiocesi e del principato elettorale cominciò nel 1786 quando l'ultimo elettore si trasferì a Coblenza. Nel 1795 tutto il territorio dell'arcidiocesi e del principato sulla riva sinistra del Reno fu occupato dai francesi e il 29 novembre 1801, in forza della bolla Qui Christi Domini di papa Pio VII, sul suo territorio fu eretta una nuova diocesi di Treviri, corrispondente al dipartimento della Sarre; contestualmente Treviri perse il rango arcivescovile e la diocesi divenne suffraganea dell'arcidiocesi di Malines. La restante parte della diocesi e del principato sulla riva destra del Reno subì questa evoluzione: nel 1803 il principato venne secolarizzato e annesso al ducato di Nassau, mentre il territorio della diocesi, in virtù della bolla In universalis Ecclesiae del 1º febbraio 1805, fu dato in amministrazione a Karl Theodor von Dalberg, arcivescovo di Ratisbona.
I cambiamenti politici dopo il congresso di Vienna del 1815 comportarono una nuova ridefinizione dei confini e del territorio della diocesi, che ora era parte della provincia del Basso Reno nel regno di Prussia. Il 16 luglio 1821 per effetto della bolla De salute animarum di papa Pio VII la diocesi, posta ora su entrambe le rive del Reno, entrò a far parte della provincia ecclesiastica dell'arcidiocesi di Colonia; contestualmente acquisì alcune parrocchie che erano appartenute alla soppressa diocesi di Aquisgrana e 130 parrocchie della diocesi di Metz che si trovavano in territorio prussiano. Il 16 agosto dello stesso anno la porzione restante dell'antica diocesi prenapoleonica, di cui erano ancora amministratori i vescovi di Ratisbona, fu annessa alla nuova diocesi di Limburgo.
L'ostensione del 1844 della Tunica inconsutile fornì a Johannes von Rönge, fino ad allora un sacerdote cattolico, il pretesto per dare origine alla setta scismatica dei "cattolici tedeschi". Mosso dal risentimento per la predicazione del vescovo di Treviri Wilhelm Arnoldi, che attribuiva alla reliquia poteri taumaturgici, giunse a rifiutare il celibato ecclesiastico, la pratica della scomunica, le indulgenze e la confessione orale dei peccati. Giunse ad avere duecento comunità sparse in tutta la Germania, ma già nel 1911 la setta contava solo 2.000 seguaci, tutti in Sassonia, e più tardi confluì nel movimento dei vecchi cattolici.
Durante il periodo del Kulturkampf, il vescovo Matthias Eberhard fu condannato a nove mesi di carcere e ad una multa di 130.000 marchi d'oro.
In forza del concordato con la Prussia del 1929, al capitolo della cattedrale è concesso il privilegio di eleggere i propri vescovi su una terna di nomi proposta dalla Santa Sede, cui segue la nomina formale e canonica da parte del papa.
I vescovi di Treviri godono del privilegio di ornare il galero dello stemma vescovile con dieci fiocchi per lato, come gli arcivescovi.

## Cronotassi dei vescovi
Si omettono i periodi di sede vacante non superiori ai 2 anni o non storicamente accertati.
Sono diversi i manoscritti antichi che riportano il catalogo episcopale di Treviri. Il più antico di questi è della fine del X secolo e si ferma al vescovo Egberto († 993).
- Sant'Eucario (Eucherio) † (III secolo)
- San Valerio †
- San Materno † (prima del 313)[5]
- Sant'Agrizio † (menzionato nel 314)
- San Massimino † (prima del 336 - dopo maggio 346)
- San Paolino † (circa 347 - 358 deceduto)
- San Bonoso † (358 - ?)
- San Brittone o Brito † (prima del 374 - dopo il 382)
- San Felice † (386 - dopo settembre 398)
- Maurizio †
- Leonzio †
- San Severino (?) † (prima del 410)
- San Severo † (menzionato nel 447)
- San Cirillo †
- Giamblico † (menzionato nel 472)
- Enemero †
- San Maro (o Marco) †
- Volusiano †
- San Mileto †
- San Modesto †
- Massimiano †
- San Fibizio (Felice) †
- Rustico †
- Sant'Apruncolo †[6]
- San Nicezio † (526 o 527 - dopo il 561)
- San Magnerico † (prima del 585 - dopo il 587)
- Gunderico †
- San Sabaudo † (menzionato nel 614)
- San Modoaldo † (menzionato nel 627)
- San Numeriano † (prima del 650 - dopo il 663)
- San Basino † (prima del 698 - dopo il 704)
- San Liutvino †
- Milone † (circa 717 - dopo il 751)[7]
- San Weomado † (prima del 762 - 8 novembre 791 deceduto)
- Richbodo † (circa 791 - 1º ottobre 804 deceduto)
- Wiso †
- Amalario † (prima dell'811 o 812 - dopo l'813 dimesso ?)[8]
- Hetto † (prima di agosto 816 - 27 maggio 847 deceduto)
- Teutgaudo † (847 - ottobre 863 deposto)[9]
  - Sede vacante (863-870)
- Bertulfo † (febbraio o marzo 870 consacrato - 8 o 10 febbraio 883 deceduto)
- Radbodo † (7 aprile 883 consacrato - 30 marzo 915 deceduto)
- Rotgero † (915 - 27 gennaio 931 deceduto)
- Ruotberto † (931 - 956 deceduto)
- Enrico † (956 - 964 deceduto)
- Teodorico I † (965 - 5 giugno 977[10] deceduto)
- Egberto † (977 - 9 dicembre 993 deceduto)
- Ludolf † (994 - 19 marzo 1008 deceduto)
- Megingaudo † (1008 - 24 dicembre 1015 deceduto)
- Poppo di Babenberg † (1º gennaio 1016 consacrato - 16 giugno 1047 deceduto)
- Eberhard † (28 giugno 1047 - 15 aprile 1066 deceduto)
- San Kuno von Pfullingen † (1066 - 1º giugno 1066 deceduto)
- Udo di Nellenburg † (1066 o 1068 - 11 novembre 1078 deceduto)
- Egilbert von Ortenburg † (6 gennaio 1079 - 3 settembre 1101 deceduto)
- Bruno von Bretten † (13 gennaio 1102 - 25 aprile 1124 deceduto)
- Gottfried von Falmagne † (prima del 2 luglio 1124 - 17 maggio 1127 dimesso)
- Meginher von Falmagne † (giugno 1127 - 1º ottobre 1130 deceduto)
- Alberone di Montreuil † (19 aprile 1131 - 18 gennaio 1152 deceduto)
- Hillin von Falmagne † (28 gennaio 1152 - 23 ottobre 1169 deceduto)
- Arnold von Valcourt † (1169 - 25 maggio 1183 deceduto)
  - Fulmar † (1183 - 1189) (antivescovo)
- Johann † (20 ottobre 1190 - 15 luglio 1212 deceduto)
- Theoderich von Wied † (24 novembre 1212 - 27 marzo 1242 deceduto)
- Arnold von Isenburg † (23 gennaio 1245 - 4 novembre 1259 deceduto)
- Heinrich von Finstingen † (agosto 1260 - 26 aprile 1286 deceduto)
- Bohemond von Warnesberg † (29 marzo 1289 - 9 dicembre 1299 deceduto)
- Diether von Nassau, O.P. † (18 gennaio 1300 - 22 novembre 1307 deceduto)
  - Heinrich Virneburg † (1300 - 1306) (antivescovo)
- Baldwin von Luxemburg † (12 febbraio 1308 - 21 gennaio 1354 deceduto)
- Bohemond von Saarbrücken † (2 maggio 1354 - maggio 1362 dimesso)
- Kuno von Falkenstein † (27 maggio 1362 - 21 maggio 1388 deceduto)
- Werner von Falkenstein † (settembre 1388 consacrato - 4 ottobre 1418 deceduto)
- Otto von Ziegenhain † (22 dicembre 1418 - 13 febbraio 1430 deceduto)
- Rhaban von Helmstadt † (22 maggio 1430 - 1438 o 1439 dimesso)
- Jakob von Sierk † (19 maggio 1439 - 28 maggio 1456 deceduto)
- Johann von Baden † (25 ottobre 1456 - 9 febbraio 1503 deceduto)
- Jakob von Baden † (9 febbraio 1503 succeduto - 27 aprile 1511 deceduto)
- Richard von Greiffenklau zu Vollrads † (7 gennaio 1512 - 13 marzo 1531 deceduto)
- Johann von Metzenhausen † (27 novembre 1531 - 22 luglio 1540 deceduto)
- Johann Ludwig von Hagen † (10 dicembre 1540 - 23 marzo 1547 deceduto)
- Johann von Isenburg † (1º luglio 1547 - 18 febbraio 1556 deceduto)
- Johann von der Leyen † (9 marzo 1556 - 10 febbraio 1567 deceduto)
- Jakob von Eltz † (22 agosto 1567 - 4 giugno 1581 deceduto)
- Johann von Schönenberg † (26 gennaio 1582 - 1º maggio 1599 deceduto)
- Lothar von Metternich † (13 ottobre 1599 - 7 settembre 1623 deceduto)
- Philipp Christoph von Sötern † (11 marzo 1624 - 7 febbraio 1652 deceduto)
- Karl Kaspar von der Leyen † (7 febbraio 1652 succeduto - 1º giugno 1676 deceduto)
- Johann Hugo von Orsbeck † (1º giugno 1676 succeduto - 6 gennaio 1711 deceduto)
- Carlo Giuseppe di Lorena † (26 gennaio 1711 - 4 dicembre 1715 deceduto)
- Francesco Luigi del Palatinato-Neuburg † (23 dicembre 1716 - 3 marzo 1729 dimesso)
- Franz Georg von Schönborn-Buchheim † (7 settembre 1729 - 18 gennaio 1756 deceduto)
- Johann Philipp von Walderdorff † (18 gennaio 1756 succeduto - 12 gennaio 1768 deceduto)
- Clemente Venceslao di Sassonia † (14 marzo 1768 - prima del 29 novembre 1801 dimesso)[11]
- Charles Mannay † (17 luglio 1802 - 9 ottobre 1816 dimesso)
  - Sede vacante (1816-1824)
- Josef Ludwig Alois von Hommer † (3 maggio 1824 - 11 novembre 1836 deceduto)
  - Sede vacante (1836-1842)
- Wilhelm Arnoldi † (22 luglio 1842 - 7 gennaio 1864 deceduto)
- Leopold Pelldram † (27 marzo 1865 - 3 maggio 1867 deceduto)
- Matthias Eberhard † (20 settembre 1867 - 30 maggio 1876 deceduto)
  - Sede vacante (1876-1881)
- Michael Felix Korum † (12 agosto 1881 - 4 dicembre 1921 deceduto)
- Franz Rudolf Bornewasser † (12 marzo 1922 - 20 dicembre 1951 deceduto)
- Matthias Wehr † (20 dicembre 1951 succeduto - 19 novembre 1966 ritirato[12])
- Bernhard Stein † (25 aprile 1967 - 5 settembre 1980 ritirato)
- Hermann Josef Spital † (24 febbraio 1981 - 15 gennaio 2001 ritirato)
- Reinhard Marx (20 dicembre 2001 - 30 novembre 2007 nominato arcivescovo di Monaco e Frisinga)
- Stephan Ackermann, dall'8 aprile 2009

## Statistiche
La diocesi nel 2022 su una popolazione di 2.455.500 persone contava 1.283.860 battezzati, corrispondenti al 52,3% del totale.
| anno | popolazione | popolazione | popolazione | presbiteri | presbiteri | presbiteri | presbiteri                | diaconi | religiosi | religiosi | parrocchie |
| anno | battezzati  | totale      | %           | numero     | secolari   | regolari   | battezzati per presbitero | diaconi | uomini    | donne     | parrocchie |
| ---- | ----------- | ----------- | ----------- | ---------- | ---------- | ---------- | ------------------------- | ------- | --------- | --------- | ---------- |
| 1950 | 1.527.000   | 2.005.000   | 76,2        | 1.258      | 365        | 1.623      | 940                       |         | 1.230     | 6.010     | 909        |
| 1969 | 1.850.977   | 2.601.648   | 71,1        | 1.382      | 558        | 1.940      | 954                       |         | 1.094     | 5.420     | 873        |
| 1980 | 1.930.293   | 2.313.490   | 83,4        | 1.081      | 619        | 1.700      | 1.135                     | 39      | 1.035     | 3.476     | 978        |
| 1990 | 1.802.456   | 2.485.500   | 72,5        | 1.385      | 971        | 414        | 1.301                     | 63      | 770       | 3.300     | 978        |
| 1999 | 1.659.905   | 2.368.000   | 70,1        | 1.255      | 862        | 393        | 1.322                     | 22      | 649       | 2.558     | 969        |
| 2000 | 1.646.599   | 2.368.000   | 69,5        | 1.234      | 852        | 382        | 1.334                     | 106     | 620       | 1.851     | 969        |
| 2001 | 1.633.383   | 2.368.000   | 69,0        | 1.204      | 842        | 362        | 1.356                     | 117     | 639       | 2.392     | 965        |
| 2002 | 1.620.662   | 2.300.000   | 70,5        | 1.184      | 830        | 354        | 1.368                     | 121     | 626       | 2.292     | 965        |
| 2003 | 1.609.251   | 2.300.000   | 70,0        | 1.103      | 752        | 351        | 1.458                     | 140     | 624       | 2.262     | 965        |
| 2004 | 1.592.042   | 2.500.000   | 63,7        | 1.068      | 730        | 338        | 1.490                     | 143     | 596       | 2.178     | 959        |
| 2010 | 1.504.500   | 2.468.000   | 61,0        | 1.053      | 730        | 323        | 1.428                     | 167     | 559       | 1.785     | 926        |
| 2014 | 1.437.700   | 2.435.300   | 59,0        | 916        | 658        | 258        | 1.569                     | 171     | 482       | 2.993     | 903        |
| 2017 | 1.382.000   | 2.457.000   | 56,2        | 798        | 598        | 200        | 1.731                     |         | 626       | 1.614     | 887        |
| 2020 | 1.341.880   | 2.261.100   | 59,3        | 804        | 547        | 257        | 1.669                     |         | 528       | 1.464     | 887        |
| 2022 | 1.283.860   | 2.455.500   | 52,3        | 745        | 512        | 233        | 1.723                     | 5       | 380       | 1.050     | 887        |